# Ребро (село)
Ребро е село в Западна България. То се намира в община Брезник, област Перник.

## География
Село Ребро отстои на 13 км западно от гр. Брезник, на 7 км северозападно от с. Режанци и на 33 км в същата посока от гр. Перник.
Разположено е в планински район в подножието на връх Любаш (1398 м), а надморската му височина е 888 м. Климатът в района има ясно изразени четири сезона – наблюдава се топло, но не горещо лято, докато зимата е много студена. Пролетта е хладна и с много валежи, настъпва към края на март и началото на април, а есента е по-топла.

## История
Село Ребро е старо, средновековно селище, вписано под същото име „Бебро“, „Рабро“ в списъците на джелепкешаните от 1576 г. към каза Изнебол.
Най-високата част на Ребърска могила е била обитавана през Халщатската епоха и Късноантичната епоха. В началото на ХХ век на терена все още се е виждал ясно очертан зид, изграден от ломен камък без спойка, който ограждал площ от около 2 дка. от скалистия връх. В наши дни на терена зает от крепостта, се намират само незначителни фрагменти от праисторическа, сивочерна, груба керамика, съвсем изтрита и обезличена. Тези материали безспорно принадлежат на I век пр. Хр. и са свързани с праисторическия период от живота на крепостта от Ребърска могила.
На същия терен, заедно с праисторическата керамика, се намират фрагменти от късноантична строителна и битова керамика и шлака, които бележат нов исторически момент и разкриват, че над праисторическата крепост е имало и късноантична.
Аналогични керамични материали се намират и в близката местност Хорото, в подножието на върха, където вероятно е имало селище, синхронично на крепостта.
В землището на село Ребро са открити останки от две селища процъвтявали през Античната епоха.
На около 1 км южно от селото в местността Зъдине, на площ от около 10 дка. в подножието на Ребърска могила, точно под най-високата ѝ част, при теренни проучвания археолозите са намирали материали от антично селище. В близост със селището се намира античен каптаж, известен като „Бумбак“, изграден от големи каменни квадри. Интересно е че каптажът е бил ползван до средата на 70-те години на ХХ век. По-късно над него е изграден сегашният каптаж на селския водопровод, но старият каптаж не е развален. В близост до този каптаж е имало кладененц, който сега също е част от каптажа. По всяка вероятност селището е било преместено през късната античност от равнината на върха на Ребърска могила.
Другото антично селище, открито от археолозите се е намирало на около 1,5 км югоизточно от селото в местността Димина ровина, в полите на Ребърска могила. Източно от слището в местността Зъдине през Античността е имало синхронично селище, което е обхващало площ от около 30 дка. Тук в миналото са разкривани стени, изградени от ломен камък с хоросан и кална спойка, намирана е керамика в изобилие, шлака и сгур. Днес на терена могат да се открият само отделни фрагменти от керамика. Обитателите на селището вероятно са били принудени да напуснат селището и да се преселят на върха на Ребърска могила.
В Пернишкия музей се пази оловна плочка с дунавските конници, намерена в местността Въртоп. Плочката е рядък артефакт на античната религия, пряко свързана с източните, ирански култове.
Има данни, че с. Ребро е било обитавано още през късната каменномедна епоха – в землището на селото е открита медна брадва-копач, която е от синхронично селище, следите от което обаче се губят под днешното селище.
Местните хора, разказват няколко легенди за селото, сред които най-известната разказва, че: Двама братя се влюбили в една гиздавелка и за да се разберат кой е по-юнак се сбили. Единият се отървал със счупен нос, другият – с пукнато ребро. Кривоноското останал тук, а брат му слязъл по-надолу, та съседното село станало Ребро.
Според друга легенда в кърджалийско време, бандити хванали любимата – Люба, на един младеж. Поставили му условие – да се изкачи на върха с ботуши пълни с нагорещен катран. Влюбеният младеж се изкачил и паднал на върха. Ужасена любимата му се откъснала от похитителите си и когато стигнала горе започнала да го оплаква. От сълзите ѝ бликнал извор, а пътеката, по която той минал останала завинаги вдлъбната.
В горите на хълма Чеверлюга са намерени кости от животно, чиято древност датира от преди 10 000 г.

## Религии
В селото се намира манастирската църква „Св. Никола“, която е архитектурен и художествен паметник от епохата на Възраждането. Обявена е за паметник на културата първа категория.
Новопостроеният храм „Свети Николай Мирликийски“ е осветен за ползване на 23 май 2009 г. По традиция съборът в с. Ребро е на 22 май, летния празник на Св. Николай по стария стил. Водосветът е извърщен от архиерейския наместник на Трънска духовна околия (селото е в тази околия) прот. Дамян Делов (служещ в гр. Костинброд), енорийският свещеник в Брезник отец Илия Илиев и свещеникът Валентин Кантарджиев от столичния храм „Свети Седмочисленици“. Осветена е ѝ новата камбана за храма, която е поставена във високата 8 м. камбанария.
На 25 април 2015 г. беше извършено пълно освещаване на храма от Браницкия епископ Григорий, викарий на Софийския митрополит и Български патриарх Неофит. В светия престол на храма беше вложена частица от реброто на св. великомъченик Трифон. Заедно с епископа служиха ставрофорен иконом Ангел Ангелов, протосингел на Софийска епархия, архимандрит Пахомий, игумен на Дивотинския манастир, и свещ. Константин Стойчев от Брезник, който е енорийски свещеник и на малкото село Ребро (с около 30 постоянни жители).

## Население
Постоянното население е около 85 души.

## Обществени институции
В селото функционират кметско наместничество и магазин. Общопрактикуващ лекар работи в с. Режанци. 

## Културни и природни забележителности
Между селата Кривонос и Ребро се намира Любашкият манастир „Св. Никола“, който е архитектурен и художествен паметник от епохата на Възраждането. През комунизма манастирската сграда е превърната в пионерски лагер, а църквата - в обор за животни. През 2018 година започва възстановяването на манастира с помощта на средства от фондовете на Европейския съюз. Църквата е ремонтирана и изцяло обновена, построена е двуетажна жилищна сграда с пет монашески килии и трапезария. Обновено е пространството около манастира. Общата стойност на възстановителните дейности е над 700 000 лева, осигурени на 100% от ЕС. Днес обителта е постоянно действащ девически манастира, а игумения на манастира е сестра Юстина. На 5-ти декември 2023 година, в навечерието на храмовия празник - на свети Николай Мирликийски, е извършено и първото всенощно бдение след възстановяването на манастира и на духовния живот в него.
От селото започва и маршрут за изкачването на връх Любаш (1398 м) – най-високият връх в едноименната планина.
Язовирите: Брезнишки извор (2 км), Бегуновци (8 км) и Слаковци (11 км) са популярна дестинация за любителите на риболова.

## Личности
- Генерал Ваклин Церковски.[12]

## Други
Междуградският транспорт е с разписание: Перник – Ребро – Лялинци: 7.50 и 16.30 (всеки делничен ден, събота и неделя.